# Versöhnungskitsch
Versöhnungskitsch ist ein Begriff, der zum ersten Mal von dem deutschen Journalisten Klaus Bachmann in einem Artikel in der taz vom 4. Juni 1994 in die Debatte geworfen wurde. Im November des gleichen Jahres erschien ein ähnlicher Artikel in der polnischen Tageszeitung Rzeczpospolita.

## Ursprung
Die Artikel aus der taz und der polnischen Tageszeitung Rzeczpospolita hatten die gleiche Stoßrichtung. Sie polemisierten gegen eine Tendenz in den deutsch-polnischen Beziehungen, die einerseits versuchte, nur noch Verbindendes aus der Vergangenheit in den Vordergrund zu stellen, und es vermied, reale Interessenkonflikte zwischen beiden Ländern zu diskutieren und diese, sowie gegenseitige negative Stereotype in beiden Gesellschaften, mit Versöhnungsritualen zuzudecken. „Versöhnungskitsch ist, wenn jede normale politische Handlung zwischen zwei Nachbarstaaten nicht mehr als normale Handlung, sondern als Versöhnung gilt“, heißt es in dem taz-Artikel. „Dies gilt für den Schüleraustausch, bei dem sich dann Menschen versöhnen, die nie miteinander verfeindet waren, ebenso wie für deutsche Kredite, Investitionen, Kranzniederlegungen, Begegnungszentren, renovierte Adelspaläste und Anthologien. Sogar eine von Polens größten Stiftungen, mit deutschem Geld gegründet, heißt Versöhnung. Sie unterstützt ehemalige Zwangsarbeiter, von denen sich viele gar nicht versöhnen wollen.“
Der Autor wurde zu zahlreichen Diskussionsveranstaltungen in beiden Ländern eingeladen und der Begriff wurde in der Folge häufig von polnischen Gegnern und Kritikern einer Annäherung an Deutschland übernommen, die ihn dann auf alle Aktivitäten anwandten, die dazu dienen sollten, die Westintegration Polens voranzubringen. Andererseits fand er auch Eingang in eine Rede des bundesdeutschen Außenministers Klaus Kinkel. Viele Intellektuelle, Journalisten und Politiker zitierten ihn ohne Rücksicht auf seine Entstehungsgeschichte und seinen Gehalt, meist um anzudeuten, dass ihre Initiativen und Aktivitäten nicht nur leere Rhetorik umfassten, sondern reale Veränderungen im deutsch-polnischen Verhältnis bedeuteten. Im September 2006 fand an der Universität Posen sogar eine von Germanisten, Polonisten und Historikern organisierte akademische Konferenz statt, die sich nur mit „Versöhnungskitsch“ beschäftigte und in eine Sammelpublikation gleichen Namens mündete.
In der Zwischenzeit wandten einzelne Autoren den Begriff auf auch auf das Verhältnis der Bundesrepublik zu anderen Ländern und Völkern an, insbesondere auf das deutsch-israelische und deutsch-jüdische Verhältnis.